# Geaune
Geaune is een gemeente in het Franse departement Landes (regio Nouvelle-Aquitaine) en telt 716 inwoners (2005). De plaats maakt deel uit van het arrondissement Mont-de-Marsan.

## Geschiedenis
Geaune is in 1318 gesticht als bastide door Antonio Pessagno, seneschalk van Gascogne, en door de lokale heer Pierre de Castelnau. De plaats werd genoemd naar het Italiaanse Genua, de geboorteplaats van Pessagno. Geaune heeft haar regelmatig stratenplan in de vorm van een darmbord behouden, met 25 stratenblokken en een centraal plein dat aan drie zijn omgeven is door arcaden. De gotische kerk Saint-Jean-Baptiste is 14e- en 15e-eeuws. Het augustijnenklooster uit het begin van de 15e eeuw werd vernield tijdens de Hugenotenoorlogen. Een restant van dit klooster is de Tour des Augustins.

## Geografie
De oppervlakte van Geaune bedraagt 10,5 km², de bevolkingsdichtheid is 68,2 inwoners per km².
De onderstaande kaart toont de ligging van Geaune met de belangrijkste infrastructuur en aangrenzende gemeenten.

## Demografie
Onderstaande figuur toont het verloop van het inwonertal (bron: INSEE-tellingen).